# Melanagromyza sensoriata
Melanagromyza sensoriata este o specie de muște din genul Melanagromyza, familia Agromyzidae, descrisă de Mitsuhiro Sasakawa în anul 1963. Conform Catalogue of Life specia Melanagromyza sensoriata nu are subspecii cunoscute.